# Test of English for International Communication
 (septembre 2021).
 (septembre 2021).
Les tests Test of English for International Communication (TOEIC) sont des certifications standardisées permettant d'évaluer le niveau d'anglais des locuteurs non anglophones à l'écrit et à l'oral. Ces tests, créés et gérés par un organisme sis aux États-Unis (l'ETS : Educational Testing Service), visent en particulier à évaluer les connaissances linguistiques du candidat dans un contexte professionnel, sans jamais pour autant entrer dans un jargon technique spécifique. Plus de six millions de tests sont corrigés chaque année dans le monde, dont des centaines de milliers en France. En outre, le test est obligatoire dans de nombreux baccalauréats universitaires au Québec (équivalent de la licence en France) et sa réussite avec des notes de passages élevées (785 et +) est obligatoire pour l'obtention de certains diplômes. 
Chaque certification a une durée de validité de deux ans. L'ETS soutient qu'au-delà de cette période, le niveau de langue d'un individu peut fortement changer et de ce fait doit être réévalué.

## Historique
Le test d'anglais TOEIC Listening and Reading a été créé en 1979 par l'Educational Testing Service, à la demande du ministère de l'Industrie et du Commerce Extérieur japonais (MITI), avec le soutien de la Fédération des organisations économiques japonaises, et plus particulièrement l’œuvre d'un homme : Yasuo Kitaoka (北岡靖男).

## Le testTOEICListening and Reading
Il s’agit d’un test d’évaluation de la compréhension de l’anglais qui dure deux heures et se compose de 200 questions à choix multiples réparties de la façon suivante :
- compréhension orale : 100 questions (durée : 45 min) ;
- compréhension écrite : 100 questions (durée : 1 h 15 min).

Le support du test est constitué d'un fascicule contenant les questions et d'une feuille de réponses avec des cercles à noircir au crayon, afin de permettre une correction automatique.

### Évaluation de la compréhension orale (Listening)
Quatre sections composent cette partie. Les diverses questions, affirmations, conversations et exposés qui la composent sont enregistrés sur CD par des natifs anglophones et diffusés une seule fois aux candidats.
- Première section – Photographies

Pour chaque question de cette section, une photographie est présente sur le fascicule et les candidats écoutent quatre propositions de descriptions. Il faut trouver la description qui correspond le mieux à la photographie.
- Deuxième section – Questions/Réponses

Pour chaque question de cette section, les candidats écoutent une question enregistrée sur le CD, puis trois propositions de réponses. Il faut trouver la réponse la plus adéquate parmi les solutions proposées.
- Troisième section – Dialogues

Pour les questions de cette section, les candidats écoutent un dialogue entre deux personnes, duquel il faut déduire les bonnes réponses associées aux questions, écrites sur le fascicule, se référant au dialogue. Pour chaque question, quatre propositions de réponses sont écrites sur le fascicule, et il y a trois questions différentes par dialogue.
- Quatrième section – Monologues

Pour chaque monologue que les candidats écoutent, trois questions sont écrites sur le fascicule. Pour chaque question, les candidats doivent trouver la bonne réponse parmi quatre propositions écrites sur le fascicule.

### Évaluation de la compréhension écrite (Reading)
Cette partie est composée de trois sections. Il n'y a pas de support sonore. Toutes les questions, réponses et textes qu'elles concernent sont présents dans le fascicule.
- Première section – Phrases à trou

Chaque question de cette section porte sur une phrase à laquelle un mot ou un groupe de mots a été retiré. Pour chacune, il faut choisir le bon complément parmi quatre possibilités. La grammaire aussi bien que le vocabulaire sont évalués.
- Deuxième section – Textes à trous

Les questions de cette section portent sur des lettres, courriels (e-mails), annonces ou autres textes auxquels plusieurs mots ou groupes de mots ont été retirés. Il faut trouver les bons compléments parmi quatre propositions pour chaque question. Il y a plusieurs questions par texte.
- Troisième section – Textes

Les questions de cette dernière section renvoient à des articles, correspondances, annonces publicitaires ou autres textes d'où il faut tirer des informations pour répondre aux questions posées. Pour chaque question, il y a quatre propositions de réponse. Pour chaque texte, il y a deux à cinq questions.

## Les testsTOEICSpeaking & Writing[1]
Les tests TOEIC « Speaking & Writing » évaluent l'expression orale et écrite. Ils permettent une évaluation des compétences des candidats en expression écrite et orale. Ils complètent le test TOEIC « Listening and reading ».
Les exercices évaluent des gammes de compétences différentes et à différents niveaux.
Les réponses des candidats sont réparties au hasard et de manière anonyme entre les évaluateurs qualifiés.
Plusieurs évaluateurs notent différentes parties de chaque test par le biais du Réseau de Notation en Ligne de l’ETS (OSN : Online Scoring Network).
Administrés par ordinateur, les tests TOEIC « Speaking & writing » se composent de deux parties :

### Format du test
Les tests TOEIC « Speaking and writing » durent environ 1 h 20 et se composent de six types d’exercices (dont une dissertation) et onze questions :
- Expression orale : 20 minutes ;
- Expression écrite : 1 h.

Le test TOEIC Speaking (expression orale) permet d'évaluer la prononciation, l’intonation et l’accentuation, ainsi que le vocabulaire et la grammaire.
Le test TOEIC Writing (expression écrite) permet d'évaluer la richesse et la précision du vocabulaire et de la grammaire.

### Notation
L'échelle des scores du test TOEIC Speaking and writing est la suivante :
- Le test TOEIC Speaking : de 0 à 200 points ;
- Le test TOEIC Writing : de 0 à 200 points.

## Le testTOEICBridge
Le test TOEIC Bridge a été lancé officiellement en 2001 par l'ETS. Le test TOEIC Bridge évalue la capacité des personnes non anglophones de niveau débutant à intermédiaire à comprendre et à communiquer en anglais.

### Utilisation
Le test TOEIC Bridge permet de mesurer avec précision le niveau d’anglais des apprenants en compréhension orale et écrite. Il est généralement utilisé par :
- les organismes publics et privés d’enseignement des langues
  - comme test de niveau pour constituer des groupes homogènes,
  - comme outil d’évaluation objectif et externe de l’efficacité des programmes de formation ;
- les établissements d’enseignement secondaire et technique
  - pour évaluer les progrès des apprenants,
  - pour accroître leur motivation en fixant des objectifs précis et personnalisés ;
- les entreprises
  - pour établir des normes de compétence par type de poste et définir des budgets de formation,
  - pour mesurer les aptitudes linguistiques du personnel dont le poste de travail requiert un niveau d’anglais élémentaire ;
- les particuliers
  - étudiants ou chercheurs d’emploi désireux d’avoir une certification de leur niveau d’anglais reconnue à l’échelle internationale.

### Structure
Le test TOEIC Bridge est un test dit papier-crayon de type QCM (questionnaire à choix multiples) d’une heure. Il est constitué de cent questions réparties en deux sections : compréhension orale et compréhension écrite.

#### Compréhension orale
Cette section dure vingt-cinq minutes et comporte cinquante questions. Elle est divisée en trois parties.
Les diverses questions, affirmations, conversations courtes et exposés qui la composent sont enregistrés sur CD par des natifs anglophones. Chaque passage n’est diffusé qu’une seule fois.
- Partie 1 – Photographies

Il est demandé aux candidats de regarder une série de quinze photos dans leur livret de test et d’écouter quatre phrases décrivant chaque photo. Ils doivent alors choisir la phrase qui donne la meilleure description de la photo.
- Partie 2 – Questions / Réponses

Vingt questions ou affirmations à écouter. Chacune est suivie de trois réponses. Une seule des réponses est correcte. Les questions et les affirmations sont enregistrées. Aucun support écrit n’est fourni pour cette partie.
- Partie 3 – Courts dialogues et exposés

Dans cette partie, les candidats doivent écouter 15 conversations ou exposés courts et répondre à une question écrite sur chacun.

#### Compréhension écrite
Cette section est divisée en deux parties. Elle est constituée de cinquante questions écrites auxquelles les candidats doivent répondre en trente-cinq minutes. Il n’y a aucun support sonore pour cette section.
- Partie 4 – Phrases incomplètes

Une série de trente phrases à compléter avec un mot ou une expression.
- Partie 5 – Compréhension écrite

Les candidats doivent répondre à deux, trois ou quatre questions portant sur divers types de documents écrits (instructions, notes d’information, lettres, formulaires, petites annonces…). Il y a vingt questions au total.

#### Thèmes des questions
Le test TOEIC Bridge évalue essentiellement les connaissances en anglais général. Les questions portent sur des sujets et contextes accessibles pour des personnes de niveau débutant à pré-intermédiaire. Elles contiennent des expressions types, écrites ou orales, ainsi que des tournures grammaticales courantes.
La liste suivante donne quelques exemples de thèmes et de situations fréquemment abordés dans les questions du test. Cependant, aucune connaissance spécialisée de ces domaines n’est requise.
- Vie quotidienne : conversations courantes, formules de politesse, échanges avec les membres de la famille ou les amis.
- Idées générales : expression des sentiments, des opinions, des goûts et des préférences.
- Hébergement : types d’habitations, ventes ou locations, réparations.
- Santé : condition physique et soins médicaux.
- Loisirs : sport, clubs et associations, divertissements (cinéma, théâtre, art…), restaurants.
- Voyages : moyens de transport, horaires, indications de direction, réservations, locations.
- Magasins : achats de produits et de services ; commandes.
- Activité professionnelle : correspondance (lettres, télécopies, courriers électroniques) ; échanges et messages téléphoniques, fonctionnement interne, équipement et meubles de bureau.
- Affaires : réunions, présentations, repas d’affaires, réceptions.
- Informations : journaux télévisés, bulletins météorologiques, articles de la presse écrite.

### Scores
Le test TOEIC Bridge, comme tous les autres tests créés et administrés par l'ETS, n’est pas un examen mais un test permettant d’évaluer un niveau de compétence. Il n’existe donc pas de seuil de réussite ou d’échec. Cependant, les entreprises, organismes de formation et établissements scolaires qui l’utilisent peuvent déterminer des scores de passage.
Un apprenant ayant obtenu le score maximum de 180 points au test TOEIC Bridge peut envisager par la suite de passer les autres tests TOEIC pour continuer à évaluer ses progrès en anglais.

#### Score global
Les résultats du test sont communiqués aux candidats sous la forme d’une attestation de niveau mentionnant leur score global compris entre 20 et 180 points (de 10 à 90 points pour chacune des deux sections du test).

#### Sous-scores
Sur l’attestation de niveau figurent également des « sous-scores » évaluant les compétences langagières du candidat. Ces scores sont une indication de ses points forts et de ses points faibles. Ils sont établis suivant une notation allant de 1 à 3 (« 3 » étant le niveau le plus élevé).

## Différences entre le testTOEICListening and Readinget le testTOEICBridge
Ces tests sont des outils d’évaluation des compétences des apprenants en compréhension orale et écrite. Ils sont tous deux fiables, précis et reconnus au niveau international. Bien qu’ils soient très proches de par leur format QCM, certains détails les distinguent :
- Le TOEIC Listening and Reading mesure la capacité des personnes non anglophones de tous niveaux (débutant à avancé) à communiquer en anglais dans un environnement professionnel international. Il dure deux heures quinze et est composé de deux cents questions.
- Le test TOEIC Bridge est très semblable au test TOEIC Listening and Reading  dans sa forme mais sert à évaluer les aptitudes en anglais des candidats de niveau débutant à intermédiaire. Il dure une heure et ne comporte que cent questions dont le degré de difficulté est moins élevé que celui du test TOEIC Listening and Reading.

Le test TOEIC Bridge s’adresse à des étudiants du secondaire ou à des personnes en situation professionnelle possédant un faible niveau de compétence en anglais.

## Usages

### En France
La Commission des titres d'ingénieur spécifie les compétences minimales en anglais en référence au Cadre européen commun de référence pour les langues (CECRL) et ne mentionne pas le TOEIC. La Commission des titres d'ingénieur demande que le niveau B2 (approximativement 785/900) soit atteint pour l'obtention du diplôme d'ingénieur. L'Étudiant (magazine) présente chacune des écoles d'ingénieurs avec leur barème du TOEIC requis pour l'obtention du diplôme (certaines écoles d'ingénieur exigent 800 au TOEIC).
Certaines[Lesquelles ?] grandes écoles font passer des tests TOEIC à l'occasion de leurs concours d'admission.
Il est nécessaire pour les étudiants en licence, depuis 2020 pour ceux en langue et 2021 pour les autres filières, de passer une certification en anglais, qui peut être le TOEIC selon le choix de l’université. 
Depuis 2019, le CPF peut être utilisé pour financer des cours d'anglais dans le but de se préparer au test du TOEIC.